# Rolex Sea Dweller

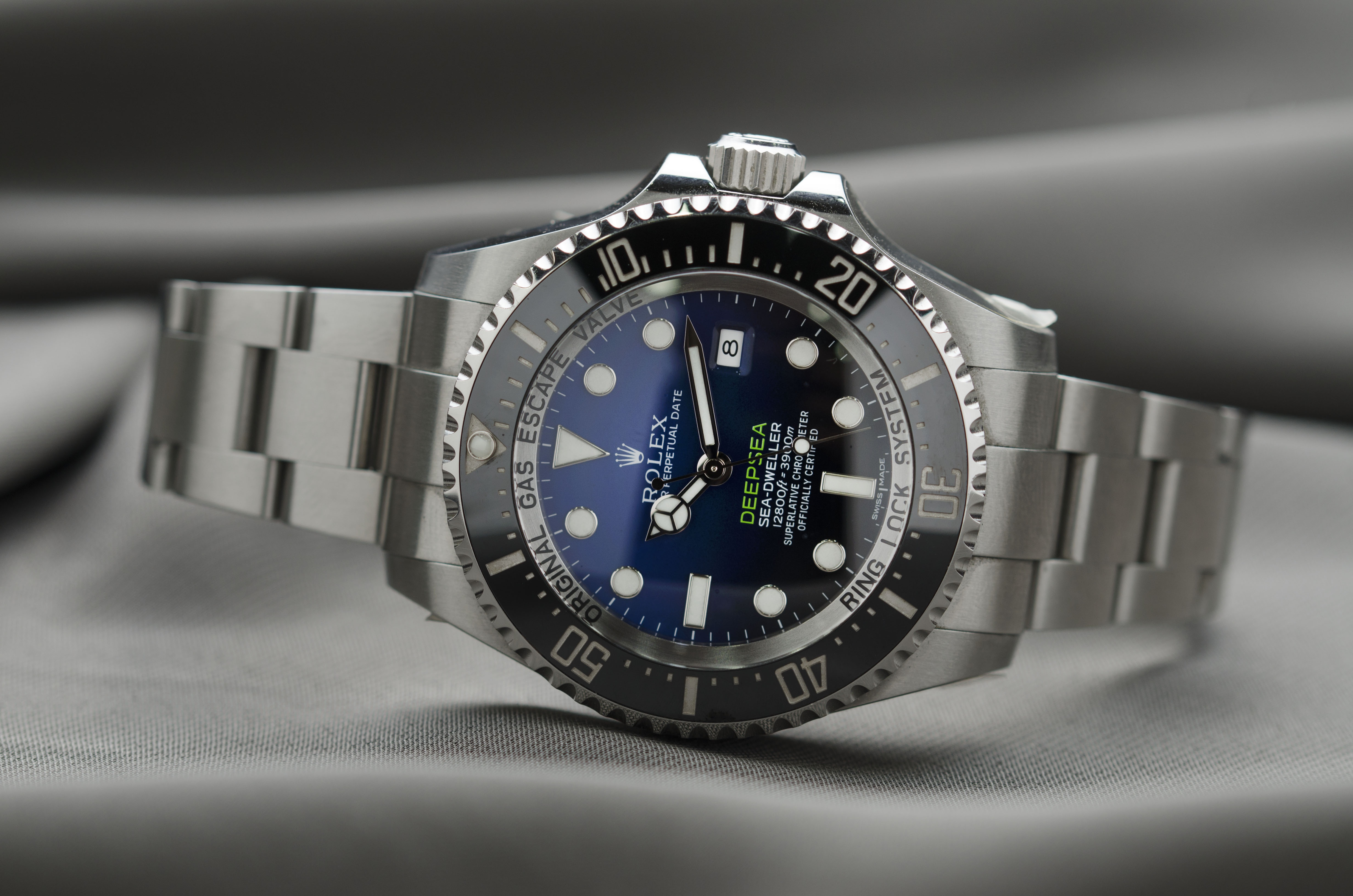
Modello del Sea-Dweller DEEPSEA

Il Rolex Oyster Perpetual Date Sea-Dweller fa parte di una linea di orologi subacquei della Rolex, che resiste ad una profondità di immersione subacquea di 610 metri (2.000 piedi) per i modelli più datati e fino a 1220 metri (4000 piedi) per le più recenti versioni.
Durante il 1960, le attività commerciali negli oceani e nei mari realizzate da organizzazioni professionali richiesero lunghe immersioni e, di conseguenza, furono progettati orologi di sicurezza per lo svolgimento di operazioni di immersione a grande profondità.
Ciò ha portato allo sviluppo del primo orologio "ultraresistente" al mondo nel 1967, il Sea Dweller, che in alcuni modelli possedeva una valvola integrata di fuga per l'elio.
Risalendo da elevatissime profondità verso la superficie la pressione esercitata dall'elio (precedentemente penetrato dalle camere di decompressione o dalle “campane”) all'interno dell'orologio provoca l'apertura della valvola, permettendo la fuoriuscita del gas e preservando l'integrità del vetro.
Con una profondità ufficiale di 4000 piedi (1220 metri), il Sea Dweller fino al 2007 rappresentava il più resistente orologio meccanico della produzione in serie.
Nel 2008, Rolex introduce il più moderno e robusto Sea-Dweller DEEPSEA e la profondità massima è stata portata a 12800 piedi (3900 metri) stabilendo così un nuovo primato per gli orologi meccanici.
Dopo 5 anni di assenza dal listino, nel 2014 viene introdotto il nuovo Sea-Dweller referenza 116600.
All'evento di settore Baselworld 2017, Rolex presenta il nuovo Seadweller da 43 mm, con referenza 126600.